# 芦草坡遗址
芦草坡遗址，位于中国青海省湟中县拉沙尔乡尕尔加村，为青海省市县级文物保护单位，公布日期为1983年3月25日，类型为古遗址。
芦草坡遗址的历史年代为卡约文化。